# ジェイ・ジョンソン
ジェイ・ジョンソン（Jay R. Johnson, 1989年12月21日 - ）は、カナダ連邦ニューブランズウィック州サセックスコーナー出身のプロ野球選手（投手）。左投げ右打ち。現在は、独立リーグであるカナディアン・アメリカン・リーグのケベック・キャピタルズに所属している。

## 経歴

### プロ入り前
2009年にMLBドラフト25巡目でボルチモア・オリオールズから、2010年にMLBドラフト26巡目でトロント・ブルージェイズから指名されるも、左肘の具合が悪く見送っている。

### プロ入りとフィリーズ傘下時代
2011年にフィラデルフィア・フィリーズと契約。オフの9月16日に第39回IBAFワールドカップとグアダラハラパンアメリカン競技大会の野球カナダ代表に選出された。
2012年9月11日に第3回WBC予選のカナダ代表に選出された。
2013年1月17日に第3回WBC本戦のカナダ代表に選出された。3月9日のメキシコ戦で乱闘を起こし退場になった。
2014年シーズン途中に、退団した。

### 独立リーグ時代
2014年シーズン途中に独立リーグであるカナディアン・アメリカン・リーグのケベック・キャピタルズへ移籍した。
2015年もキャピタルズでプレーする。

## 詳細情報

### 代表歴
- 2011 IBAFワールドカップ カナダ代表
- 2011年パンアメリカン競技大会野球カナダ代表
- 2013 ワールド・ベースボール・クラシック予選 カナダ代表
- 2013 ワールド・ベースボール・クラシック・カナダ代表